# Cola di Rienzo

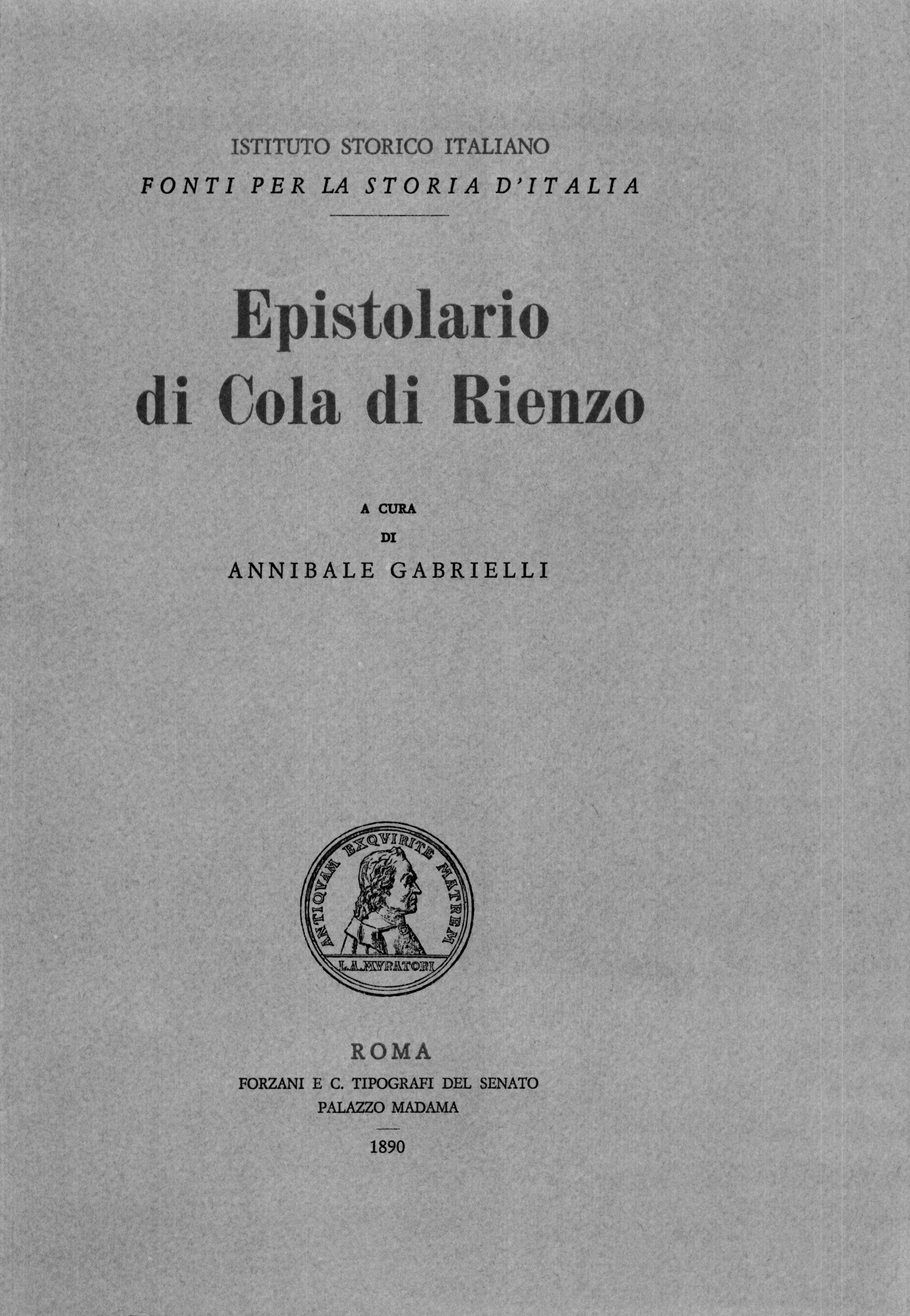
Epistolario di Cola di Rienzo

Nicola Gabrini, (* Roma 1313 – † 1354), más conocido como Cola di Rienzi y Cola di Rienzo, fue un notario papal y tribuno del pueblo romano y proclamó en Roma una nueva forma de gobierno inspirada en la República romana a la que llamó “El buen Estado”.
Su juventud estuvo marcada por la lectura de los clásicos latinos, afición que lo llevó a añorar la grandeza de la antigua República romana en contraste con la decadencia con la Roma de la época, con un Papa residiendo en Aviñón, e inmersa en las luchas entre las grandes familias patricias, los Orsini, los Colonna…, a quienes odiaba profundamente al parecer debido al asesinato de un hermano a manos de un noble.
En 1343, formó parte de una delegación que fue mandada a Aviñón para entrevistarse con el papa Clemente VI y convencerle de que volviera a fijar la sede pontificia en la Ciudad eterna y para que declarara el año 1350 como Año Jubilar.
Distinguiéndose por su elocuencia y sus conocimientos de la Roma clásica, Cola di Rienzo se ganó el favor y la estima del Papa quien lo envió de vuelta a Roma tras nombrarlo, en 1344, notario de la Cámara Apostólica, institución encargada de la administración financiera de la Santa Sede con competencias legislativa, administrativa y judicial.
Desde su nueva posición de poder, el protegido de Clemente VI atacaba el mal gobierno de los trece priores liderados por Stefano Colonna y buscaba apoyos entre el pueblo, al que pretendía atraerse a través de verdaderas campañas propagandísticas cuyo leitmotiv giraba en torno al destino fatal de Roma.  Así, con ocasión del hallazgo de la lex regia de impero sobre una placa de bronce en San Juan de Letrán, Cola, aficionado a los epígrafes antiguos, ilustró al pueblo con su contenido y reclamó para Roma los poderes que le pertenecían de iure. En ese sentido, el proyecto de Cola, que buscaba retornar a Roma su antigua grandeza, pasaba por deshacerse en primer lugar de las familias patricias romanas. La ocasión para ello se presentaría el 21 de mayo de 1347, cuando, aprovechando una revuelta en la ciudad, el notario convocó al pueblo en el Capitolio y, asistido por el representante papal, Raimundo de Orvieto, prometió una nueva serie de leyes, una mejor administración de los recursos públicos y la expulsión de la nobleza del gobierno de la ciudad. Cuatro días más tarde, Cola sería elegido tribuno del pueblo romano y, posteriormente, lograría ocupar el cargo con carácter vitalicio.

Empecé a despreciar la vida plebeya y a cultivar el ánimo con las más elevadas ocupaciones que eran posibles, y con las cuales pudiese procurarme honor, elogios y gloria sobre los demás ciudadanos. De hecho, exceptuada la magistratura de la Cámara de Roma, que le correspondía al papa, quien de todos modos gobernaba por medio de un sustituto, dejando de lado cualquier otra ocupación, sólo atendí a la lectura de las gestas imperiales y de las memorias de los más grandes hombres de la antigüedad. Y, pareciéndome mi ánimo en cierto modo lleno de todo eso, consideré que nada se habría hecho si las cosas que había aprendido leyendo no hubiese intentado realizarlas. Sabiendo por eso mismo, por las crónicas de Roma, que durante quinientos años y más ningún ciudadano romano, por bajeza de ánimo, se había atrevido a defender al pueblo de los tiranos, y sintiendo asimismo lástima por los italianos, que estaban en la miseria, indefensos y oprimidos, decidí intentar la difícil empresa, que era noble, digna de alabanza y de permanecer en la memoria pero, con todo eso, peligrosísima. Y así, ora con palabras, ora con las armas, en Roma y ante la Curia, comencé con tanta intrepidez a defender francamente al pueblo adormecido y debilitado que, maravillándose vivamente el pueblo de la singular grandeza de ánimo y del nada acostumbrado desafío al peligro, volvió a recobrar el ya gastado vigor, de algún modo el aliento. Y de día en día fui llegando a ser terrible y sospechoso para los poderosos, y sobre todo querido por el pueblo. [Briefwechsel des Cola di Rienzo, ed. Burdach y Piur, Berlín, 1912, pp. 203-204. Tomada de Eugenio Garin, El Renacimiento italiano, Ariel, Barcelona, 2012, p. 27.]

Desde Aviñón, el papa Clemente VI aprobó en un primer momento la nueva situación, pero al comprobar que el nuevo tribuno pretendía restaurar la autoridad de Roma sobre las ciudades y provincias de Italia, comprende que peligra su soberanía sobre los Estados Pontificios y decide cambiar su apoyo a los nobles que se vieron obligados a abandonar la ciudad con la subida al poder de Cola di Rienzo.
El pueblo romano también comienza a mostrar su descontento, al comprobar las maneras dictatoriales del tribuno, el aumento de los impuestos y las fastuosas fiestas organizadas por Rienzo.
En 1347, los nobles se levantaron contra él y el Papa lo excomulgó acusándolo de criminal, pagano y hereje, y el 15 de diciembre se vio obligado a abdicar y huir de Roma para refugiarse en Nápoles, en un principio, y posteriormente en un monasterio de “fraticelli” en el monte Majella hasta que, en 1350, viajó hasta Praga buscando la protección del emperador Carlos IV tratando de convencerlo de que marchara sobre Italia para liberar Roma.
El emperador sin embargo lo mantuvo recluido en la fortaleza de Raudnitz hasta que fue entregado al Papa para que fuera juzgado en Aviñón. La muerte de Clemente VI y la elección de Inocencio VI evitó el procesamiento de Rienzo, quien fue puesto en libertad al considerar el nuevo pontífice que podría serle útil en la disputa que mantenía con el repuesto gobierno nobiliario de Roma.
Acompañado del cardenal español Gil Álvarez de Albornoz como legado papal, Cola di Rienzo junto a tropas mercenarias volvió, en agosto de 1354, a Roma donde el pueblo lo recibió como liberador y lo nombró senador. Sin embargo, las medidas arbitrarias y crueles que adoptó en este nuevo periodo de poder provocaron en 1354 un levantamiento popular que, instigado por los Colonna, supuso su detención y ejecución por decapitación. Después de ello su cadáver fue quemado y sus cenizas arrojadas al Tíber.